# شعراء مرقشة
شعراء  مرقشة (الاسم العلمي:Hippobosca variegata) هو نوع من الحشرات يتبع جنس الشعراء من فصيلة الذباب الشعراوي.